# Ordinateur ternaire
Un ordinateur ternaire (ou ordinateur trinaire) est un ordinateur qui utilise, pour ses calculs, la logique ternaire (trois valeurs possibles) au lieu de l'habituelle logique binaire (deux valeurs possibles). Les ordinateurs ternaires sont très rares ; la quasi-totalité des ordinateurs utilisent la logique binaire.

## Histoire
En 1840, l'inventeur Thomas Fowler conçut une machine à calculer, entièrement en bois, qui reposait sur un système ternaire,.
Le premier ordinateur ternaire électronique fut Setun, conçu en 1958 en Union soviétique à l'Université d'État de Moscou par Nikolaï Broussentsov (en),. En 1970, ce dernier conçut une version améliorée de Setun, nommée Setun-70.
Aux États-Unis, l'ordinateur ternaire Ternac (en) fut développé en 1973.